# Etzbach
Etzbach là một đô thị thuộc huyện Altenkirchen, bang Rheinland-Pfalz, phía tây nước Đức. Đô thị Etzbach có diện tích 3,05 km², dân số thời điểm ngày 31 tháng 12 năm 2006 là 1328 người.